# Martin Gutzwiller

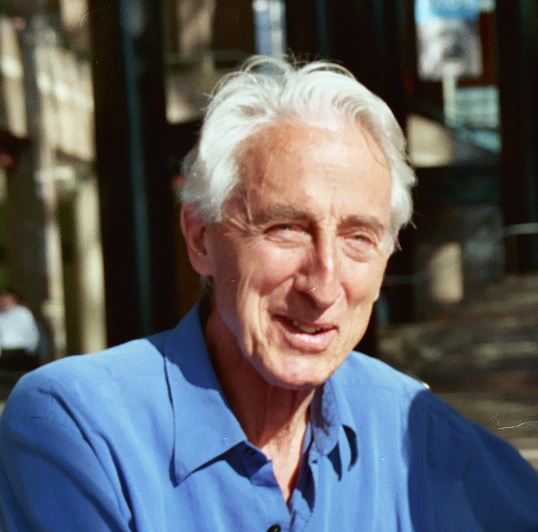
Martin Gutzwiller

Martin Charles Gutzwiller (* 12. Oktober 1925 in Basel; † 3. März 2014) war ein Schweizer theoretischer Physiker.

## Leben
Gutzwiller war Sohn von Gisela (Tochter von Paul Strassmann) und Max Gutzwiller. Er besuchte Schulen in Heidelberg, St. Gallen, Trogen und bis 1944 in Fribourg, wo er auch ein Jahr studierte, ehe er an die ETH in Zürich wechselte. Bei Wolfgang Pauli und Felix Villars fertigte er seine Diplomarbeit über das magnetische Moment des Kerns in der Vektor-Meson-Theorie an und schloss seine Studien 1950 ab. Dann arbeitete er ein Jahr für Brown, Boveri & Cie. und ging an die Kansas State University, wo er 1953 bei Max Dresden promovierte. Seine Dissertation trug den Titel Quantum Theory of Wave Fields in Spaces of Constant Negative Curvature. Danach arbeitete er u. a. auf geophysikalischem Gebiet für Shell und 1960 bis 1963 für IBM in der Schweiz und dann in deren „Thomas J. Watson Research Center“ in Yorktown Heights, New York. 1993 ging er dort in den Ruhestand. Er lehrte u. a. an der Columbia University, der ETH, der Universität von Paris-Orsay und in Stockholm.
Seit 1993 war er Adjunct Professor of Physics an der Yale University.
Gutzwiller war seit 1992 Mitglied der National Academy of Sciences der USA und Fellow der American Physical Society, und seit 1993 Mitglied der American Academy of Arts and Sciences. 1993 erhielt er den Dannie-Heineman-Preis für mathematische Physik und 2003 die Max-Planck-Medaille (speziell für seine Arbeiten in der Festkörpertheorie), 1995 die Ehrendoktorwürde der Universität Lausanne und im Jahr 2000 die der Universität Fribourg.
1963 führte er unabhängig von John Hubbard und Junjiro Kanamori ein einfaches Modell ein, das wechselwirkende Elektronen im Kristallgitter beschreibt. Später wurde dieses Hubbard-Modell genannt. Ein Variationsansatz der Vielteilchen-Wellenfunktion der Elektronen, der besonders bei Übergangsmetallen erfolgreich war, ist als Gutzwiller-Näherung bekannt.
Gutzwiller ist vor allem für seine Spurformel von 1971 bekannt, mit der die Zustandsdichte chaotischer quantenmechanischer Systeme im semiklassischen Grenzfall aus einer Summe über die klassischen periodischen Bahnen des Systems gewonnen werden kann. 
Gutzwiller beschäftigte sich auch mit Himmelsmechanik und setzte bei IBM die Ephemeridenrechnungen zum Mond fort, die Wallace John Eckert begann.